# Еґон Пірсон
Еґон Шарп Пірсон, све ФРС (англ. Egon Sharpe Pearson; 11 серпня 1895 – 12 червня 1980) — один із трьох дітей Карла Пірсона і, як і його батько, один з провідних британських статистиків.
Він вчився у Вінчестерській школі і Трініті-коледжі в Кембриджі, став наступником свого батька в якості професора статистики в університетському коледжі Лондона і редактором журналу біометрика. Пірсон є найбільш відомий за леммою Неймана–Пірсона для перевірки статистичних гіпотез.
Він був обраний членом Економетричного товариства в 1948 році.
Він був президентом Королівського статистичного товариства в 1955-56, і був нагороджений своїм золотою медаллю Гая в 1955 році. Він був призначений кавалер ордена Британської імперії в 1946 році.
Він був обраним членом Королівського товариства в березні 1966 року. Цитата з обрання його членом товариства:
Відомий у всьому світі як співавтор теорії Неймана-Пірсона для перевірки статистичних гіпотез, і відповідальний за суттєвий внесок у проблеми статистичного виводу і методології, особливо в галузі розробки та використання критерію ймовірного співвідношення. Зіграв провідну роль у справі подальшого застосування статистичних методів — наприклад, у промисловості, а також під час і після війни, в оцінці та випробування зброї.

## Праці
- По використанню та інтерпретації певних критеріїв випробувань для цілей статистичного висновку (співавтор Єжи Нейман в біометрика, 1928)
- Історія статистики в XVII і XVIII століть (1929). Прокоментував версію серії конференції свого батька.
- По проблемі найбільш ефективного перевірки статистичних гіпотез (співавтор Єжи Нейман, 1933)
- The Application of Statistical Methods to Industrial Standardisation and Quality Control. London: British Standards Institution, Publication Department. 1935.[13]
- Карл Пірсон: розуміння деяких аспектів його життя і творчості (1938)
- The Selected Papers of E. S. Pearson. Cambridge University Press. 1966.
- Дослідження з історії статистики і теорії ймовірностей (1969, співавтор Моріс Джордж Кендалл)